# Rondibilis kuluensis
Rondibilis kuluensis là một loài bọ cánh cứng trong họ Cerambycidae.